# Autobús urbano

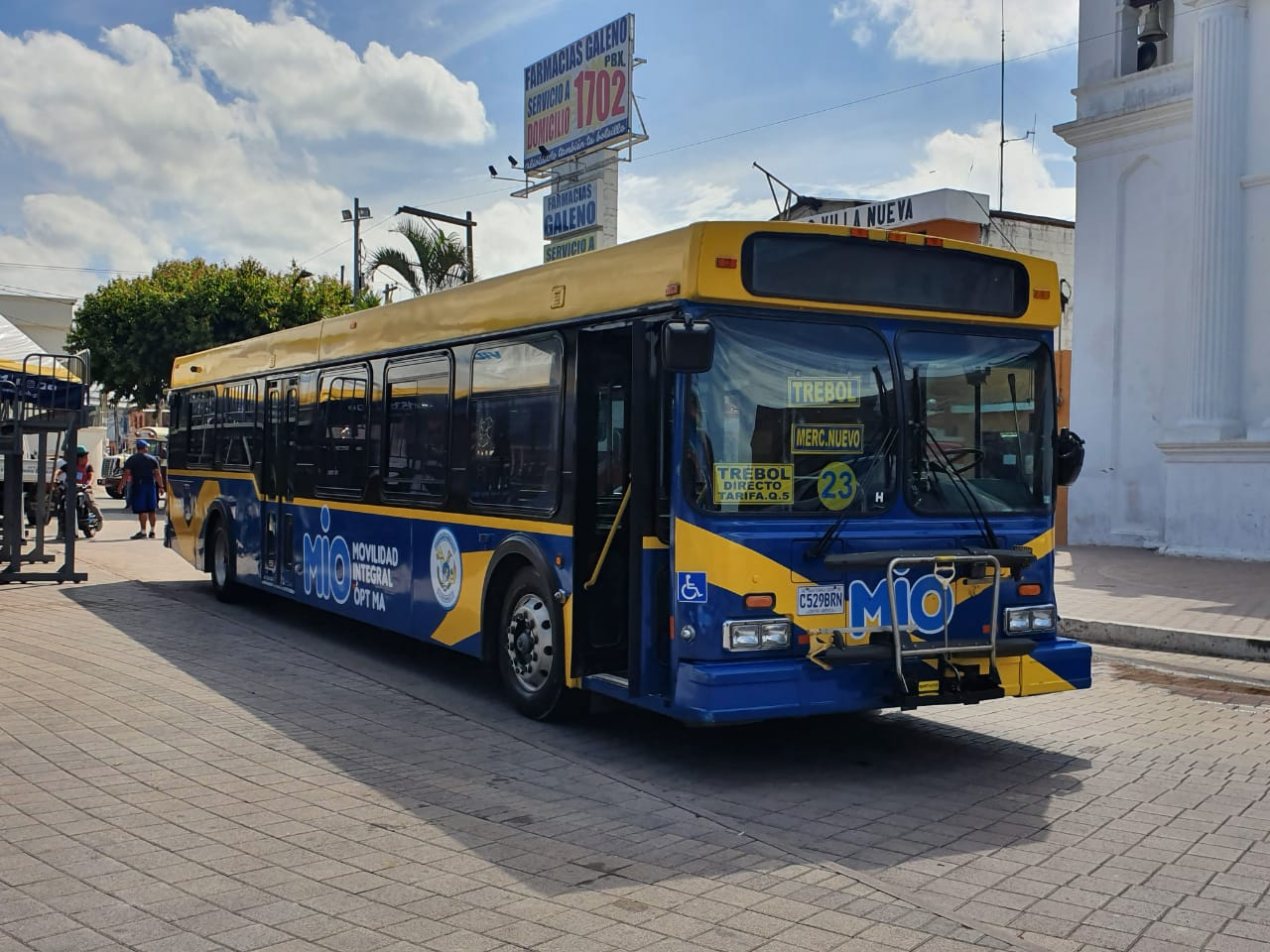
Un autobús urbano en la Ciudad de Villa Nueva en Guatemala

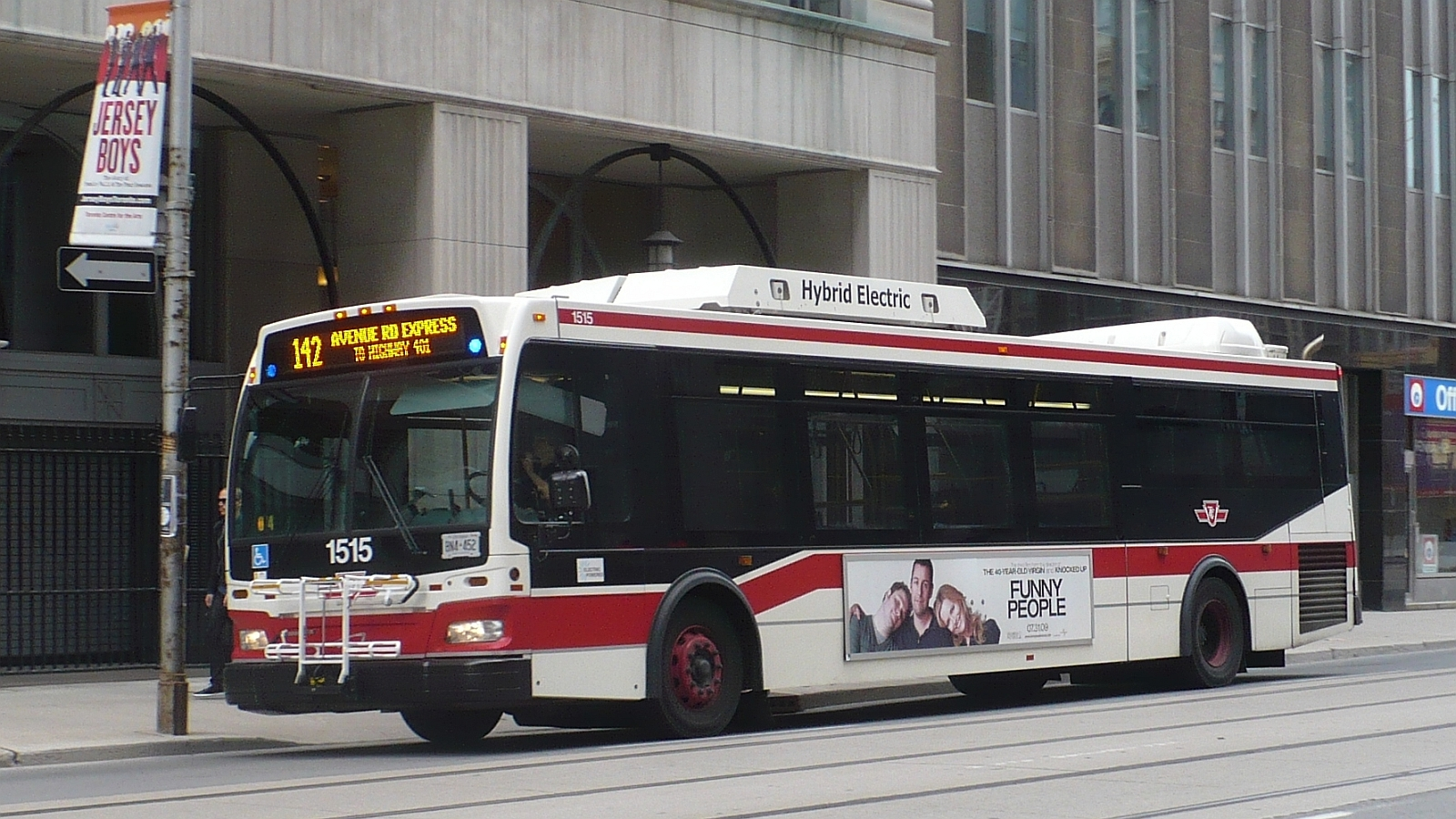
Un autobús híbrido eléctrico urbano Orion VII en Toronto, Canadá. Es el autobús urbano comúnmente encontrado en las principales ciudades de América del norte

Un autobús urbano, autobús de ciudad, autobús público o autobús de tránsito (EE. UU.) es un autobús utilizado para el transporte público de distancias cortas. Las funciones y especificaciones de los autobuses de tránsito no son claras y varían en función del operador y de la región.
Con el desarrollo de las tecnologías de construcción de autobuses y la urbanización, aparecieron características específicas en el transporte urbano a partir de las diferentes condiciones de operación en comparación con el uso de otros medios de transporte privado o público de autobuses.
Las características de un autobús de tránsito están orientadas al funcionamiento de las líneas regulares de autobuses urbanos o periurbanos, con múltiples paradas definidas, para el conmutaje o viajes de ocio de corta distancia. Es algo opuesto a transporte público en autobús interurbano con todos los pasajeros sentados o de larga distancia en autocares; autobuses lanzadera; autobuses a demanda, como el paratránsito, autobuses de alquiler privador. Cada vez más, los autobuses de tránsito se construyen con suelo bajo o adaptados a estaciones de tubo.

## Por países

### España
El Plan Nacional de Mejora de la Calidad del Aire (PNMCA), establece mejoras en el transporte público urbano y su gestión:
- Diseño eficiente y eco-energético de la red, evitando concentración de líneas en sentido radial. Se evitará ubicar cabeceras y finales de líneas de autobús en zonas céntricas.
- Eco-renovación y conversión de las flotas para lograr excluir los autobuses más contaminantes de las zonas urbanas de baja emisión de gases.
- Incorporación de sistemas Stop & Go o Stop & Start’ (Pare y Siga).[2]
- Priorizar las ayudas sociales al transporte público en las ZUAP.

### China
En 2016 se hicieron pruebas del autobús elevado en Qinhuangdao.